# 아비달마품류족론
《아비달마품류족론》(阿毘達磨品類足論, 산스크리트어: Abhidharma-prakaraṇa-pāda-śāstra, K.0949, T.1542) 약칭 《품류족론》은 부파불교의 설일체유부의 주요 아비달마 논서들 중의 하나로, 설일체유부의 논사인 세우(世友, 산스크리트어: Vasumitra: 1~2세기)가 저술한 논서이다. 《설일체유부품류족론》(說一切有部品類足論)이라고도 한다.
한역으로는 당(唐)나라 때 현장(玄奘)이 660년 10월에서 11월 사이에 옥화사(玉華寺)에서 번역한 한역본이 있으며, 현장의 한역본은 총 18권 8품으로 구성되어 있다. 이역본(異譯本)으로는 《중사분아비담론》(衆事分阿毘曇論)(K.0950, T.1541) 12권, 《오사비바사론》(五事毘婆沙論)(K.0970, T.1555), 《살바다종오사론》(薩婆多宗五事論)(T.1556)이 있다.
《품류족론》은 설일체유부의 법유론(法有論)의 입장에서 문답 형식으로 불교 이론을 세밀히 해석하고 있는 논서로서, 부파불교의 교학 연구에서 매우 중요한 위치를 차지한다.

## 같이 보기
- 마음작용 (아비달마품류족론)
- 심불상응행법 (아비달마품류족론)

## 참고 문헌
- 곽철환 (2003). 《시공 불교사전》. 시공사 / 네이버 지식백과. |title=에 외부 링크가 있음 (도움말)
- 권오민 (2003). 《아비달마불교》. 민족사.
- 세우 지음, 현장 한역, 송성수 번역 (K.949, T.1542). 《아비달마품류족론》. 한글대장경 검색시스템 - 전자불전연구소 / 동국역경원. K.949(25-149), T.1542(26-692). |title=에 외부 링크가 있음 (도움말)
- 운허.  동국역경원 편집, 편집. 《불교 사전》. |title=에 외부 링크가 있음 (도움말)
- 진현종 (2007). 《한 권으로 읽는 팔만대장경》. 영담스님 감수. 들녘 / 네이버 지식백과. |title=에 외부 링크가 있음 (도움말)
- (중국어) 星雲. 《佛光大辭典(불광대사전)》 3판. |title=에 외부 링크가 있음 (도움말)
- (중국어) 세우 조, 현장 한역 (T.1542). 《아비달마품류족론(阿毘達磨品類足論)》. 대정신수대장경. T26, No. 1542, CBETA. |title=에 외부 링크가 있음 (도움말)